# Yves II d'Alègre
Yves d'Alègre (c. 1450 - 1512), también conocido en Italia como Ivo d'Allegri o Monsignor di Alegra, fue un destacado militar y noble francés, segundo barón d'Alègre, que participó en las guerras italianas.

## Carrera militar

### Primera invasión del reino de Nápoles
En 1494 tomó parte en la primera guerra italiana en la que Carlos VIII de Francia ordenó a sus tropas la invasión del Reino de Nápoles. Durante el periodo de ocupación francesa de Nápoles, d'Alègre ejerció como gobernador de la provincia napolitana de Basilicata.

### Invasión del ducado de Milán y servicio a Alejandro VI
En junio de 1499 parte con el ejército francés enviado por Luis XII de Francia contra el duque de Milán Ludovico Sforza en el transcurso de la guerra de Milán, liderando un grupo de doscientos hombres de armas, gentileshombres de la casa del rey de Francia.
A finales de ese mismo año, d'Alègre, al mando de 300 lanzas acompañó a las tropas de César Borgia, hijo del pontífice Alejandro VI, en la campaña que este llevó a cabo contra Imola y Forli, en la Romaña, pero en febrero de 1500, dejó el asedio a Pesaro regresando hacia Novara para hacer frente al contraataque de Sforza. Tomada Milán, regresa en julio de 1500 al servicio de César Borgia, duque de Valentinois, para cumplir con los acuerdos franco-pontificios.

### Segunda guerra por Nápoles
En marzo de 1501 dejó el servicio del duque y marchó nuevamente bajo pabellón francés hacia el reino de Nápoles, participando en la guerra de Nápoles contra las tropas españolas de Gonzalo Fernández de Córdoba. En 1503, tras la derrota de Bérault Stuart d'Aubigny en la batalla de Seminara y la del virrey francés Luis de Armagnac en la batalla de Ceriñola, tomó el mando de las fuerzas francesas en el Garellano.
Murió en la batalla de Rávena en 1512 junto con su hijo Viverais.

## Familia
Se casó en 1474 con Jeanne de Chabannes, con quien tuvo tres hijos:
- Gabriel.
- Christophe.
- Viverais.